# Sumengko (Kedungpring)
Sumengko is een bestuurslaag in het regentschap Lamongan van de provincie Oost-Java, Indonesië. Sumengko telt 1294 inwoners (volkstelling 2010).